# Bongani Mayosi
Bongani Mawethu Mayosi (* 28. Januar 1967 in Mthatha; † 27. Juli 2018 in Kapstadt) war ein südafrikanischer Mediziner.
Mayosi war an über 300 Publikationen beteiligt, die 27.000 mal zitiert wurden (Stand 2018). Er gilt als Entdecker eines Gens, das zur Arrhythmogenen rechtsventrikulären Kardiomyopathie (ARVCM) disponiert, einer häufigen Ursache für Herzinfarkte bei jungen Menschen. Zudem war er der erste schwarze Dekan der Fakultät für Gesundheitswissenschaften der Universität Kapstadt und saß einem Aufsichtsgremium der südafrikanischen Ärztekammer vor.
Mayosi starb durch Suizid.

## Auszeichnungen
2009 wurde Mayosi mit dem Order of Mapungubwe in Silber ausgezeichnet.

## Belege
1. ↑  Bongani Mayosi Researcher: Bongani M Mayosi in Publications - Dimensions. In: app.dimensions.ai. Abgerufen am 10. September 2018.
2. ↑  Scopus preview - Scopus - Author details (Mayosi, Bongani Mawethu). In: scopus.com. Abgerufen am 10. September 2018.
3. ↑  Gene found to cause sudden death in young people: CDH2 is responsible for the production of Cadherin 2 or N-Cadherin, a key protein for normal adhesion between the cardiac cells -- ScienceDaily. In: sciencedaily.com. Abgerufen am 10. September 2018.
4. 1 2  (9+)Apartheid in Südafrika - Karriere unmöglich - Panorama - Süddeutsche.de. In: sueddeutsche.de. Abgerufen am 10. September 2018.
5. ↑  REPORT OF THE MINISTERIAL TASK TEAM (MTT) TO INVESTIGATE ALLEGATIONS OF ADMINISTRATIVE IRREGULARITIES, MISMANAGEMENT AND POOR GOVERNANCE AT THE HEALTH PROFESSIONS COUNCIL OF SOUTH AFRICA (HPCSA): A CASE OF MULTI-SYSTEM FAILURE. In: gov.za. Archiviert vom Original am 4. Oktober 2018; abgerufen am 10. September 2018.

| Personendaten    | Personendaten                                |
| ---------------- | -------------------------------------------- |
| NAME             | Mayosi, Bongani                              |
| ALTERNATIVNAMEN  | Mayosi, Bongani Mawethu (vollständiger Name) |
| KURZBESCHREIBUNG | südafrikanischer Mediziner                   |
| GEBURTSDATUM     | 28. Januar 1967                              |
| GEBURTSORT       | Mthatha                                      |
| STERBEDATUM      | 27. Juli 2018                                |
| STERBEORT        | Kapstadt                                     |